# Міняйлівка
Міня́йлівка — село в Україні, у Петропавлівській сільській громаді Білгород-Дністровського району Одеської області, Україна. Населення становить 1645 осіб.

## Історія
У січні 1941 року мешканців німецької національності вивезли до Вартегау, натомість привезли українців із села Милків Любачівського району Львівської області.
Указом Президії Верховної Ради УРСР від 14 листопада 1945 року перейменували населені пункти Монжанської сільської ради Бородінського району Ізмаїльської області: колишню німецьку колонію Аніноса — на село Михайлівка, село Монжа — на село Міняйлівка, а Монжанську сільську раду в  Міняйлівську.
Більшість українців втекли або вмерли під час голодомору 1945—1947 років.
17 липня 2020 року, в результаті адміністративно-територіальної реформи та ліквідації Саратського району, село увійшло до складу Білгород-Дністровського району.

## Населення
Згідно з переписом УРСР 1989 року чисельність наявного населення села, яке тоді входило до складу Тарутинського району, становила 1432 особи, з яких 673 чоловіки та 759 жінок.
За переписом населення України 2001 року в селі мешкали 1642 особи.

### Мова
Розподіл населення за рідною мовою за даними перепису 2001 року:
| Мова       | Відсоток |
| ---------- | -------- |
| румуньска  | 97,87 %  |
| російська  | 1,40 %   |
| українська | 0,43 %   |
| болгарська | 0,18 %   |
| гагаузька  | 0,12 %   |